# برايان لانجتون
برايان لانجتون هو سياسي أسترالي، ولد في 24 يناير 1948 في ماروبرة ‏ في أستراليا. نشط حزبياً في حزب العمال الأسترالي. وقد انتخب عضو الجمعية التشريعية لنيو ساوث ويلز ‏.